# Fissidens elongatus
Fissidens elongatus är en bladmossart som beskrevs av Mitten 1859. Fissidens elongatus ingår i släktet fickmossor, och familjen Fissidentaceae. Inga underarter finns listade i Catalogue of Life.